# Therion wileyi
Therion wileyi là một loài tò vò trong họ Ichneumonidae.